# Адольф Фрідріх Мекленбурзький
Герцог Адольф Фрідріх Альбрехт Генріх Мекленбурзький (нім. Adolf Friedrich Albrecht Heinrich Herzog zu Mecklenburg; 10 жовтня 1873, Шверін — 5 серпня 1969, Ойтинський замок) — німецький мандрівник, дослідник Африки, колоніальний політик, офіцер і спортивний діяч.

## Біографія
Син великого герцога Фрідріха Франца II Мекленбург-Шверінського і його третьої дружини, принцеси Марії Шварцбург-Рудольштадтської. Представник понімеченої бодричанської династії Ніклотовичів.
У 1894 році Адольф Фрідріх здійснив подорож на Далекий Схід, в 1902 році відвідав Цейлон і Німецьку Східну Африку. У 1904 році знову побував в Східній Африці. У 1907-08 роках брав участь у науковій експедиції в Центральну Африку.
У 1910—1911 роках Адольф Фрідріх брав участь в експедиції по озеру Чад і північних річках басейну Конго. Частина маршруту пролягла через праліс, в якому, за поширеним висловом тих років, «досі не ступала нога білої людини». Окремі експедиційні загони досягли Бахр-ель-Газаля в верхів'ях Нілу, головний же загін обстежив Камерун і ряд островів Гвінейської затоки. За результатами експедиції Адольф Фрідріх написав двотомну працю «Від Конго до Нігеру і Ніла», яка досі зберігає наукову цінність.
У 1912—1914 роках Адольф Фрідріх був останнім губернатором колонії Тоголанд в Німецькій Західній Африці. На початку травня 1914 року Адольф Фрідріх виїхав з Того в тривалу відпустку. 16 травня він прибув до Гамбурга. Перша світова війна швидко докотилася до Тоголанду. Німецькі гарнізони, під час відсутності губернатора, незабаром капітулювали. 27 серпня 1914 року закінчився термін губернаторських повноважень Адольфа Фрідріха. 30 серпня 1914 року Франція та Велика Британія підписали тимчасову конвенцію про поділ Того.
У подальших кампаніях Першої світової війни з 1915 року Адольф Фрідріх служив в австро-угорській армії, а в 1916 році — в армії Османської імперії, де при владі були молодотурки. Адольф Фрідріх був присутній при підписанні болгаро-турецького договору.
Навесні 1916 Адольф Фрідріх був поставлений на чолі Німецько-перської військової місії, яка призначалася для підкріплення турецьких контингентів на Іранському театрі військових дій. На початку квітня 1916 герцог прибув в Мосул.
5 листопада 1918 року балтійська шляхта, на з'їзді в Ризі, обрала його главою знову заснованого Балтійського герцогства.
Після Першої світової війни Адольф Фрідріх зайняв пост віце-президента Німецького колоніального товариства в Південно-Східній Африці при своєму братові Йоганні Альберті, президентові товариства в 1895—1920 роках.
Адольф Фрідріх був членом Міжнародного олімпійського комітету в 1926–56 роках і першим президентом олімпійського комітету Німеччини в 1949–51 роках. Після Другої світової війни оселився в Ойтинському замку.
У 1960 році Адольф Фрідріх взяв участь в офіційному святкуванні незалежності Того.

## Родина

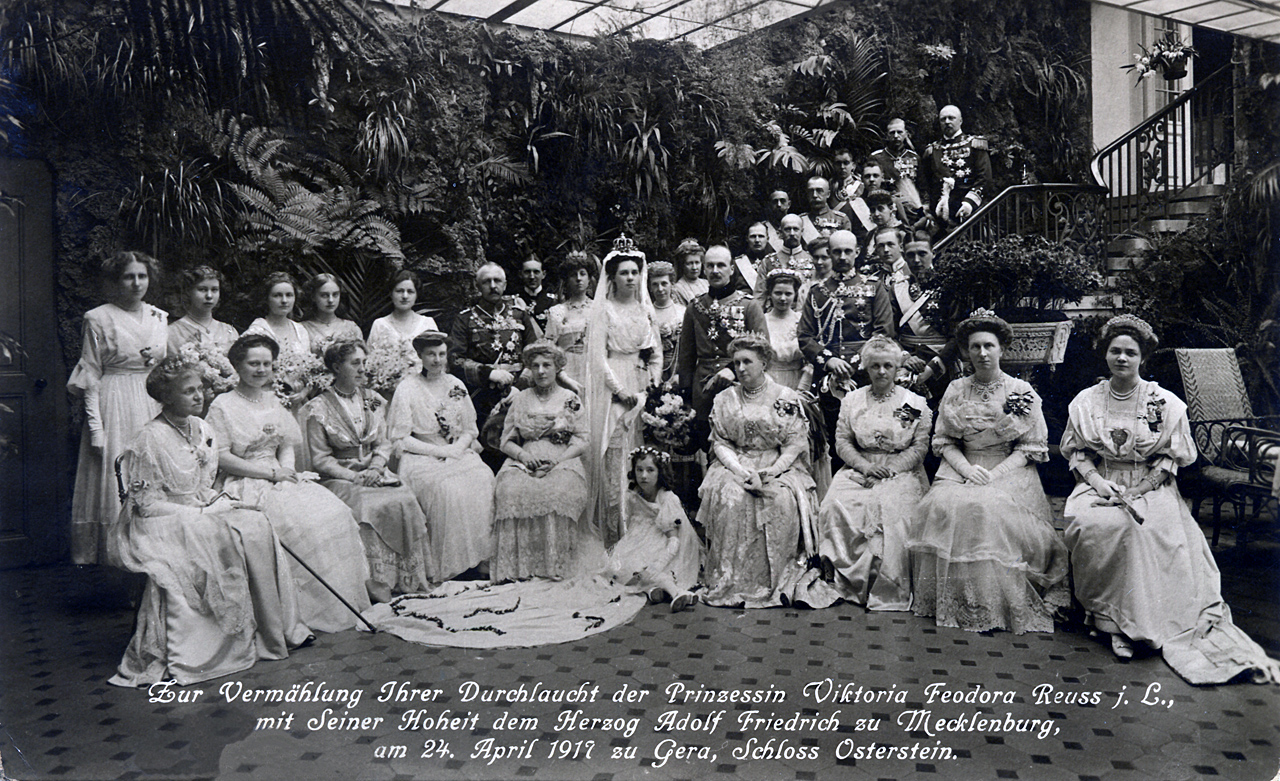
Весілля Адольфа Фрідріха і Вікторії Феодори (24 квітня 1917).

Адольф Фрідріх був одружений двічі. Його першою дружиною 24 квітня 1917 року стала принцеса Вікторія Феодора Ройсс-Шляйцька, яка померла 18 грудня 1918 року — наступного після народження єдиної дочки, герцогині Войцлави-Феодори. 15 жовтня 1924 року Адольф Фрідріх одружився вдруге, з вдовою свого зведеного брата герцога Йоганна Альберта, принцесою Елізабет Штольберг-Росслаською.

## Нагороди
- Столітня медаль
- Орден Вендської корони, великий хрест з короною в руді і ланцюгом
- Орден Грифа, великий хрест
- Пам'ятна медаль Фрідріха Карла III
- Медаль «За військові заслуги» (Мекленбург)
- Орден Чорного орла з ланцюгом
- Орден Червоного орла, великий хрест
- Орден Рутової корони
- Орден Святого Губерта
- Орден Заслуг герцога Петра-Фрідріха-Людвіга, великий хрест з ланцюгом
- Орден Вюртемберзької корони, великий хрест
- Орден Генріха Лева, великий хрест
- Орден Білого Сокола, великий хрест
- Хрест «За заслуги у війні» (Саксен-Мейнінген)
- Почесний хрест (Ройсс) 1-го класу
- Орден Нідерландського лева, великий хрест
- Орден Таковського хреста, великий хрест (Сербське князівство)
- Орден Святого Олександра Невського (Російська імперія)
- Орден Білого Орла (Російська імперія)
- Орден Святої Анни 1-го ступеня (Російська імперія)
- Орден Святого Станіслава 1-го ступеня (Російська імперія)
- Орден Леопольда (Австрія), великий хрест
- Орден Корони (Бельгія), великий хрест
- Орден «Святий Олександр», великий хрест (Болгарське царство)
- Орден Білого слона, великий хрест (Сіам)
- Пам'ятна медаль великого герцога Адольфа Фрідріха V
- Пам'ятна ювілейна медаль великого герцога Саксонського в золоті
- Нідерландська весільна пам'ятна медаль 1901
- Орден Святого Йоанна (Бранденбург)
  - почесний лицар (1903)
  - лицар справедливості (1956)
  - почесний командор
- Пам'ятний знак Срібного весілля 1906
- Ювілейна медаль короля Кароля I (Румунське королівство)
- Медаль Едуарда Фогеля від Географічного товариства Лейпцига (1908)
- Відзнака за мистецтво і науку в золоті (3 лютого 1912)
- Залізний хрест 2-го і 1-го класу
- Хрест «За військові заслуги» (Мекленбург-Шверін) 2-го і 1-го класу
- Орден «За військові заслуги» (Баварія), лицарський хрест 1-го класу
- Князівський орден дому Гогенцоллернів, почесний хрест 1-го класу з мечами
- Хрест «За військові заслуги» (Австро-Угорщина) 2-го класу з військовою відзнакою
- Орден «За хоробрість» 2-го класу з мечами (Третє Болгарське царство)
- Орден «Османіє» 1-го класу (Османська імперія)
- Галліполійська зірка (Османська імперія)
- Золота і срібна медаль «Імтияз» (Османська імперія)
- Хрест «За вислугу років» (Пруссія)
- Почесний хрест ветерана війни з мечами
- Німецький Олімпійський знак 1-го класу
- Орден «За заслуги перед Федеративною Республікою Німеччина», великий хрест із зіркою і плечовою стрічкою (1953) — нагороджений з нагоди 80-річчя.

### Почесні звання
- Почесний доктор Ростоцького університету
  - філософський факультет (1909)
  - медичний факультет (27 листопада 1919) — присвоєне з нагоди 500-річчя університету.
- Почесний офіцер
  - гольштейнського польового артилерійського полку № 24 (1-й великогерцогський Мекленбурзький дивізіон)
  - королівського прусського гвардійського кірасирського полку
  - 2-го гвардійського драгунського полку «Імператриця Александра Російська»
  - Імператорських охоронних підрозділів
- Почесний громадянин міста Бад-Доберан
- Почесний президент Німецького автомобільного клубу (1948)
- Почесний президент Національного олімпійського комітету Німеччини (1951)
- Почесний член Міжнародного олімпійського комітету (1956)

## Галерея

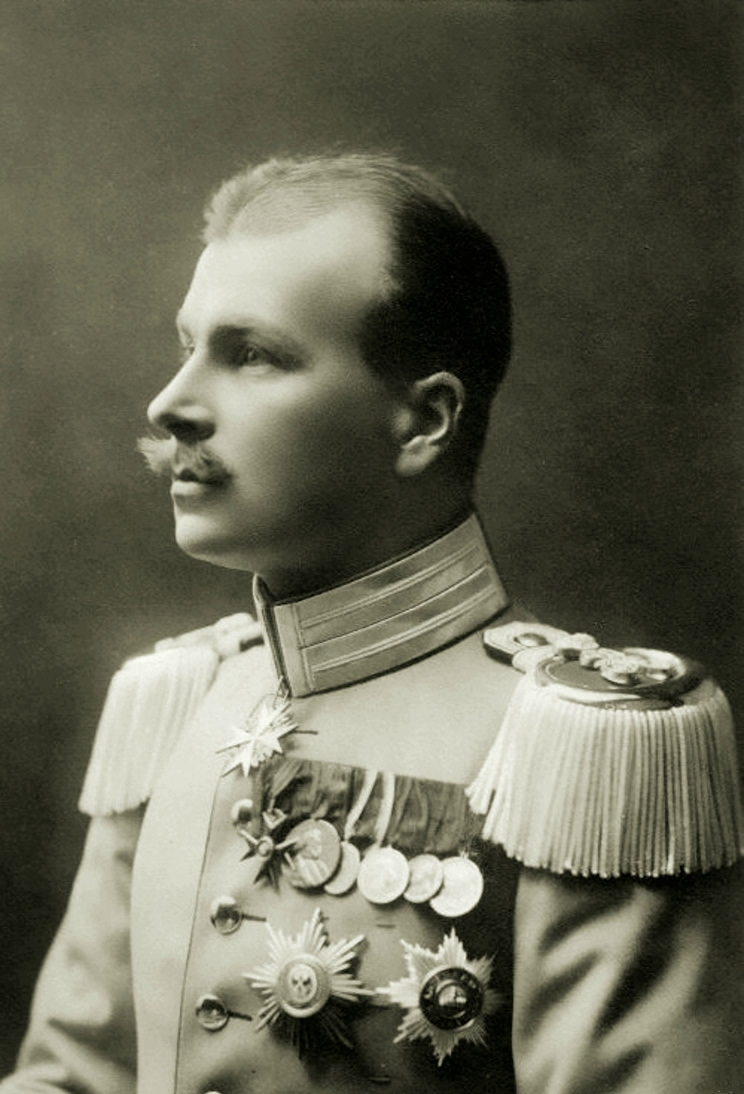
Герцог Адольф Фрідріх в 1905 році.
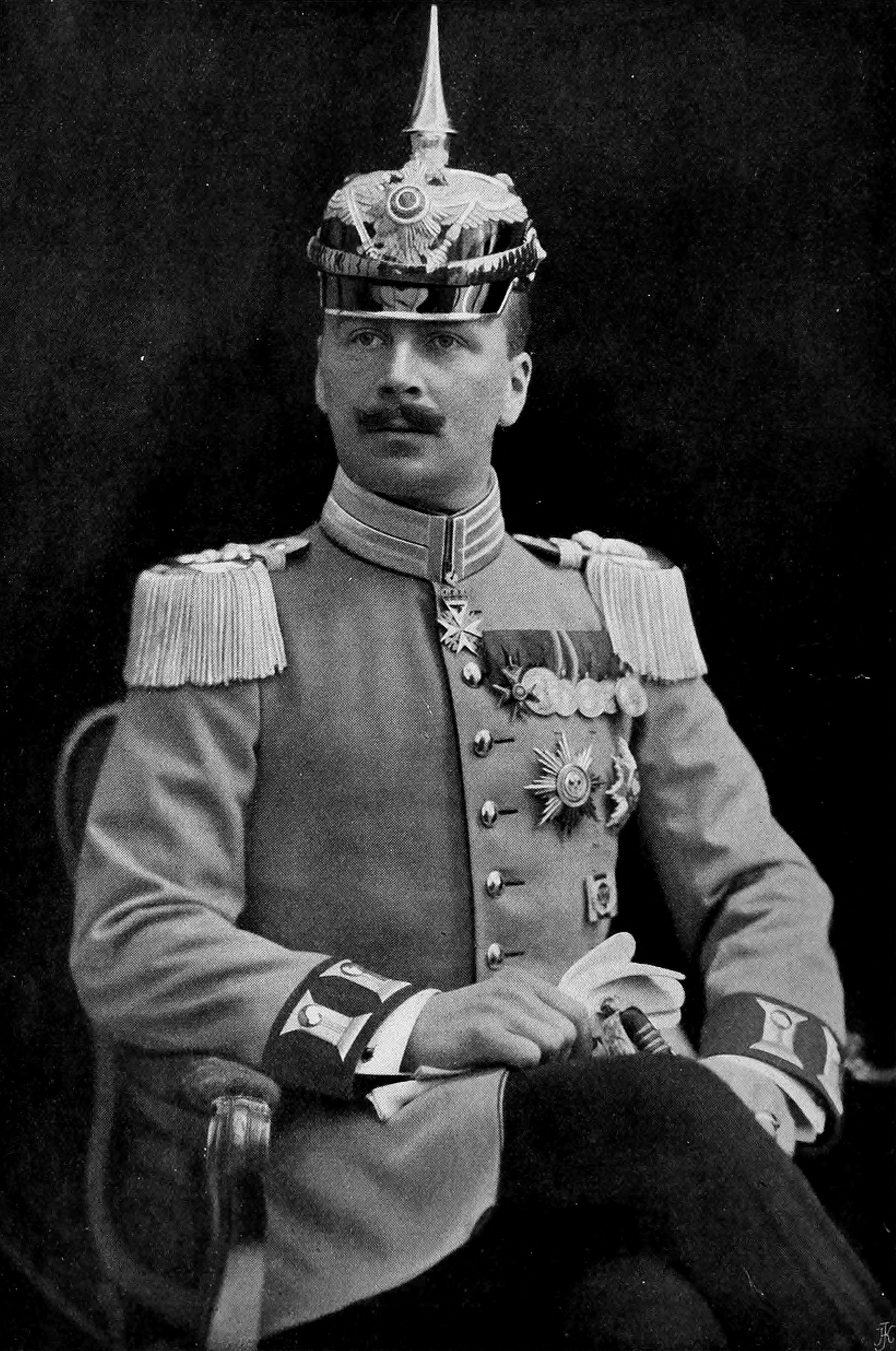
Герцог Адольф Фрідріх в 1910 році.
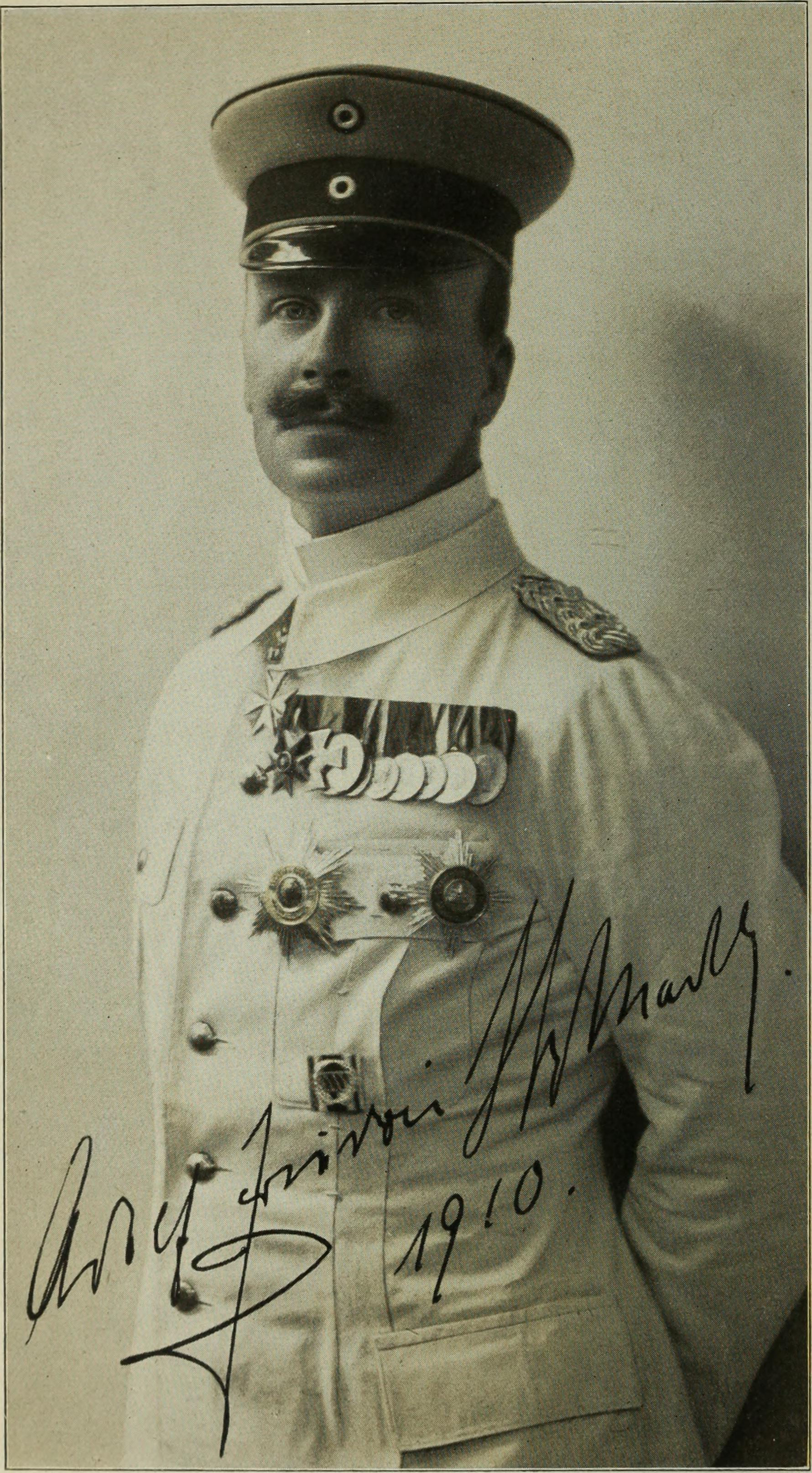
Герцог Адольф Фрідріх в 1910 році.
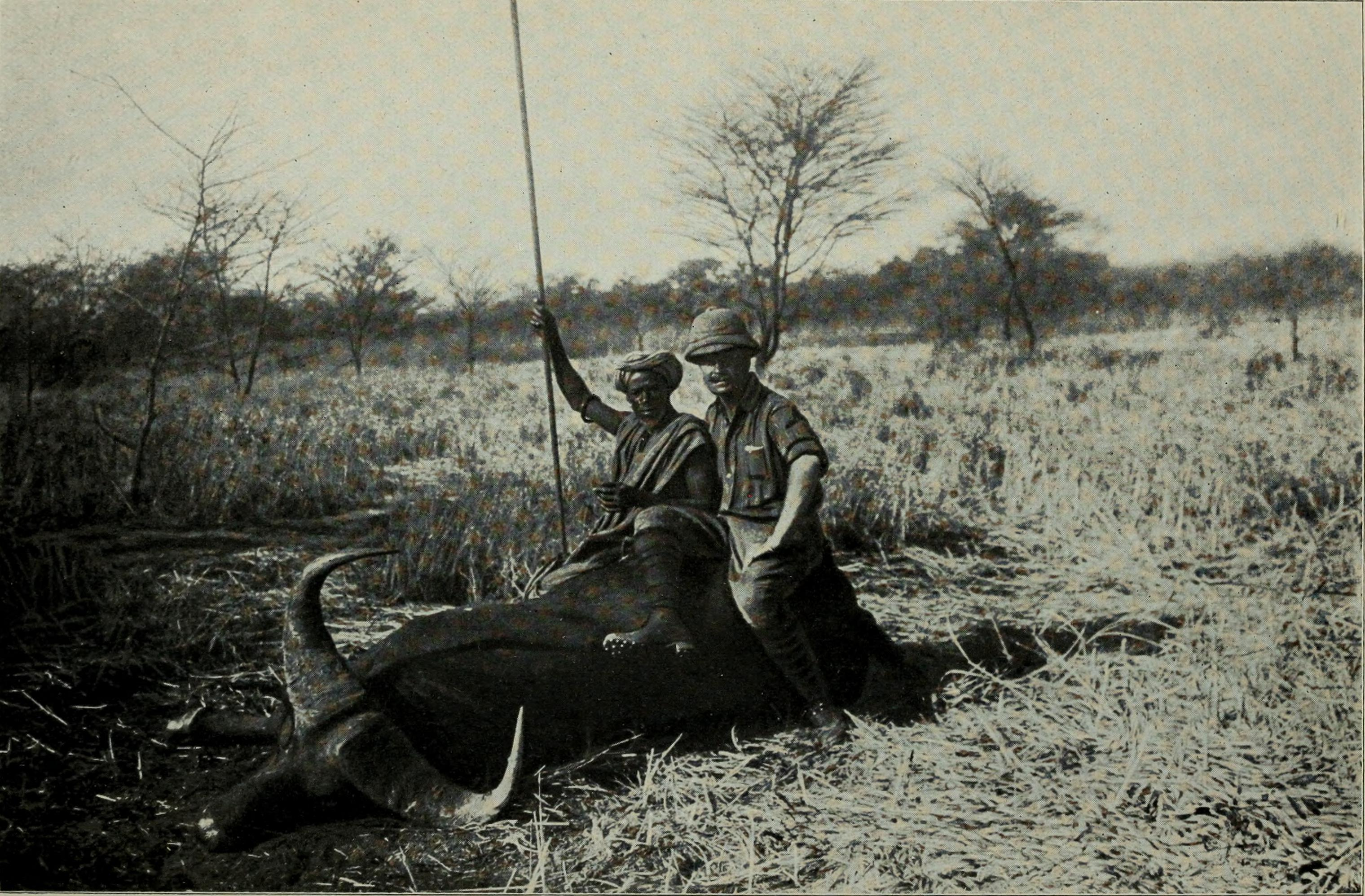
Герцог сидить на туші впольованого буйвола (1910-11).
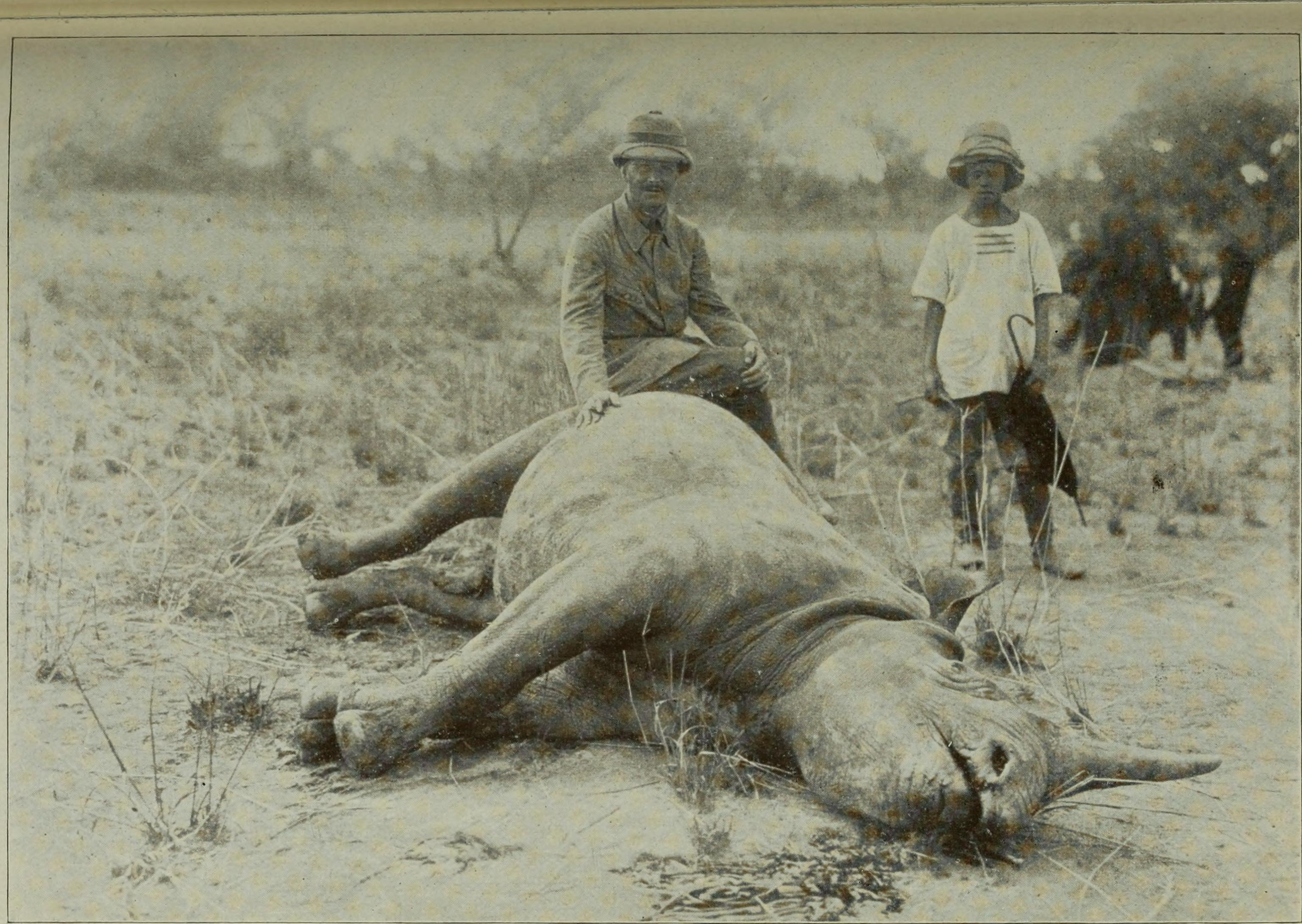
Герцог сидить на туші впольованого носорога (1913).
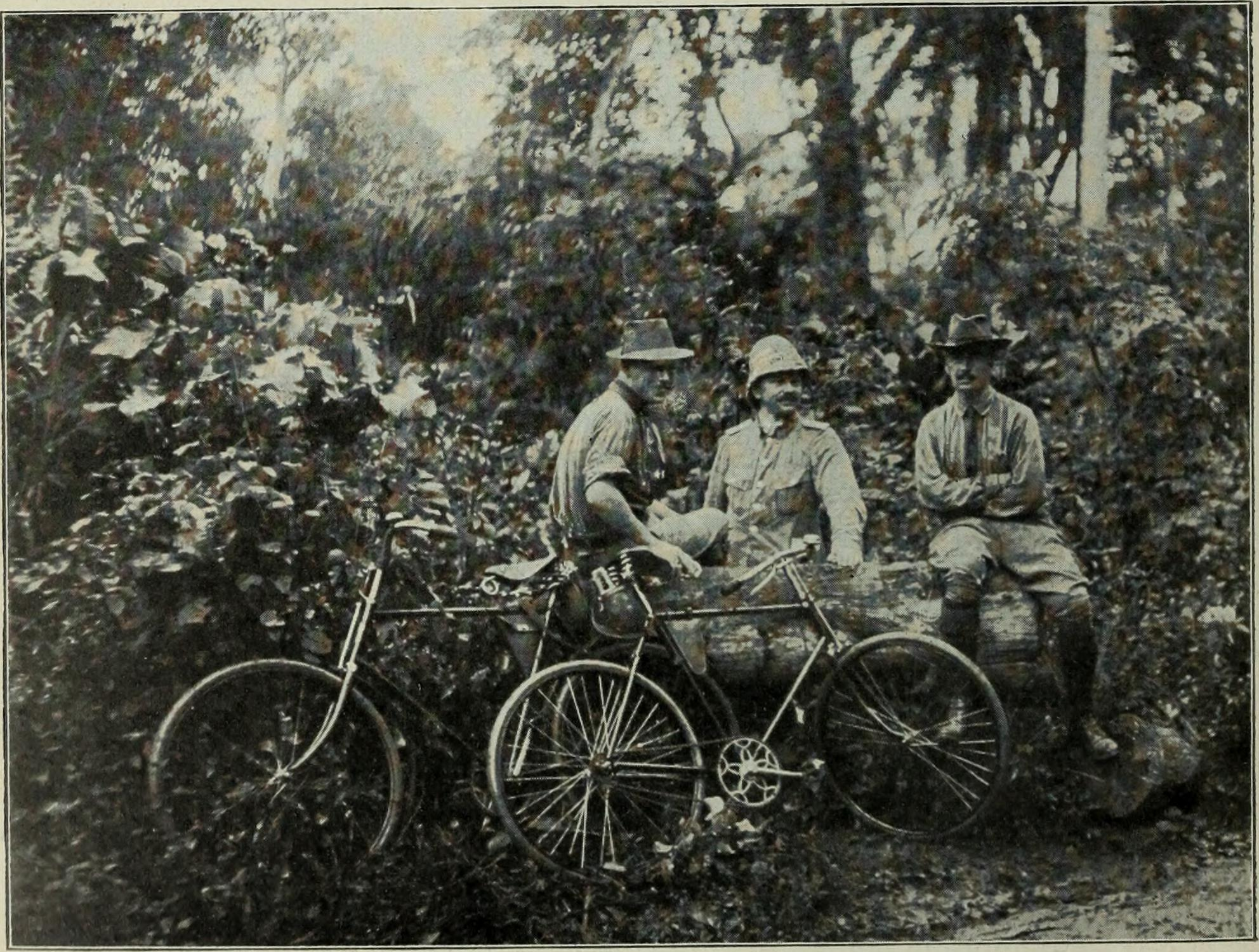
Герцог Адольф Фрідріх (перший ліворуч) під час велосипедної поїздки в Атакпаме (1913).
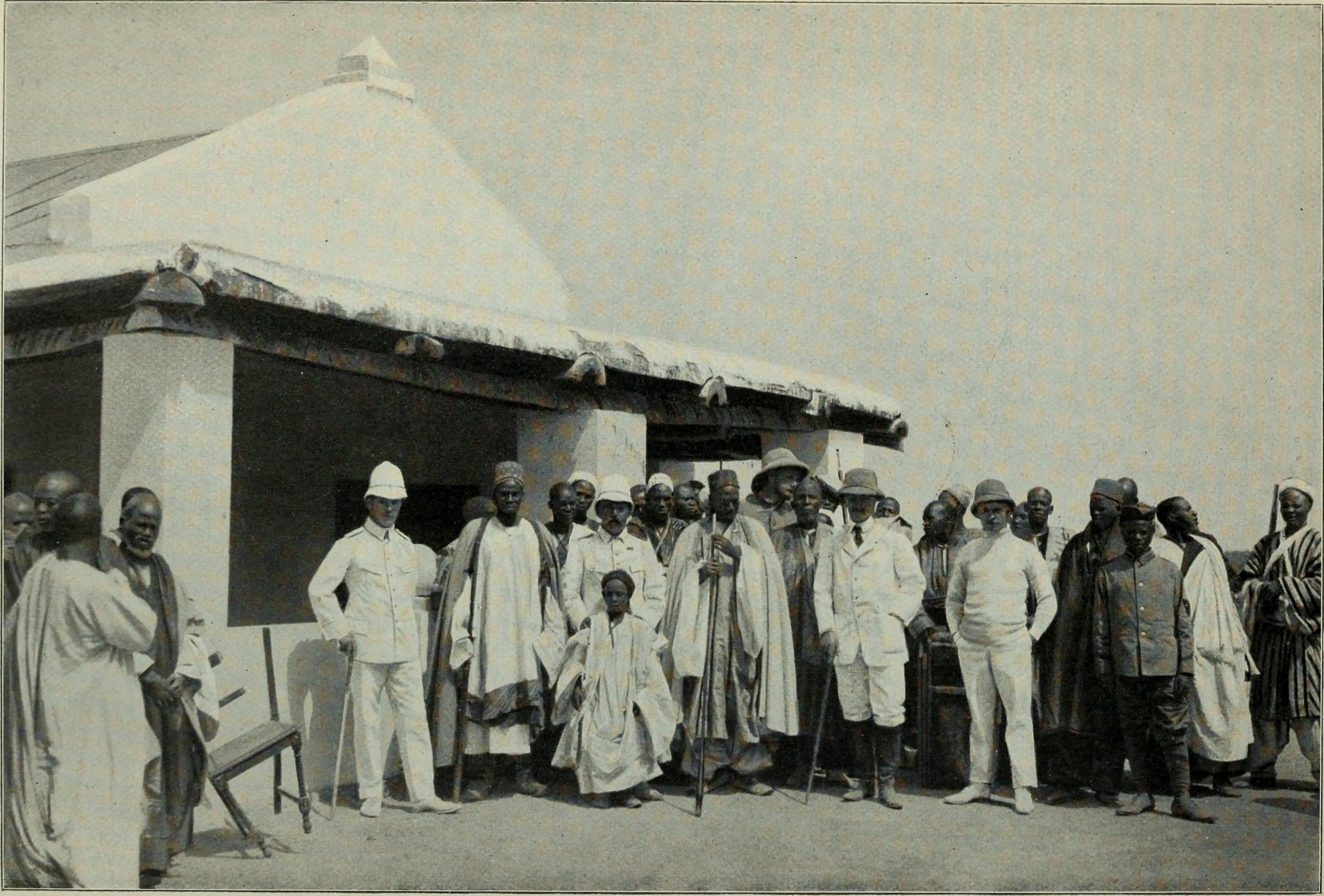
Герцог з дітьми султана Куссері (1913).
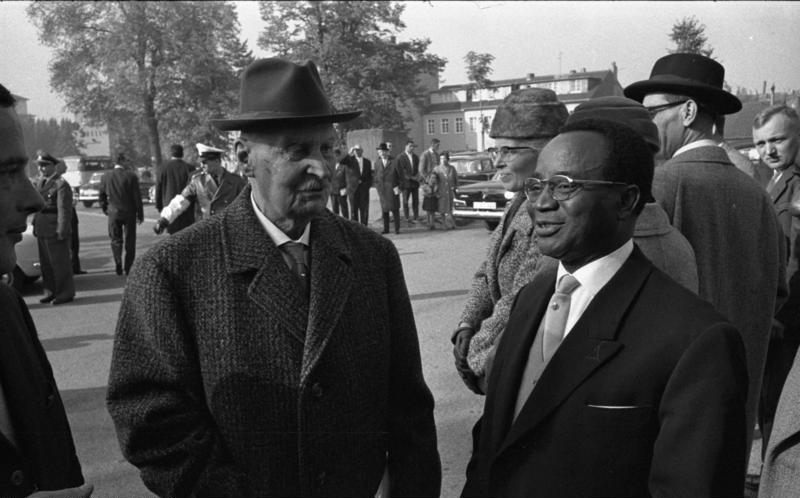
Герцог під час Африканського тижня (Бонн, 1962).

## Бібліографія

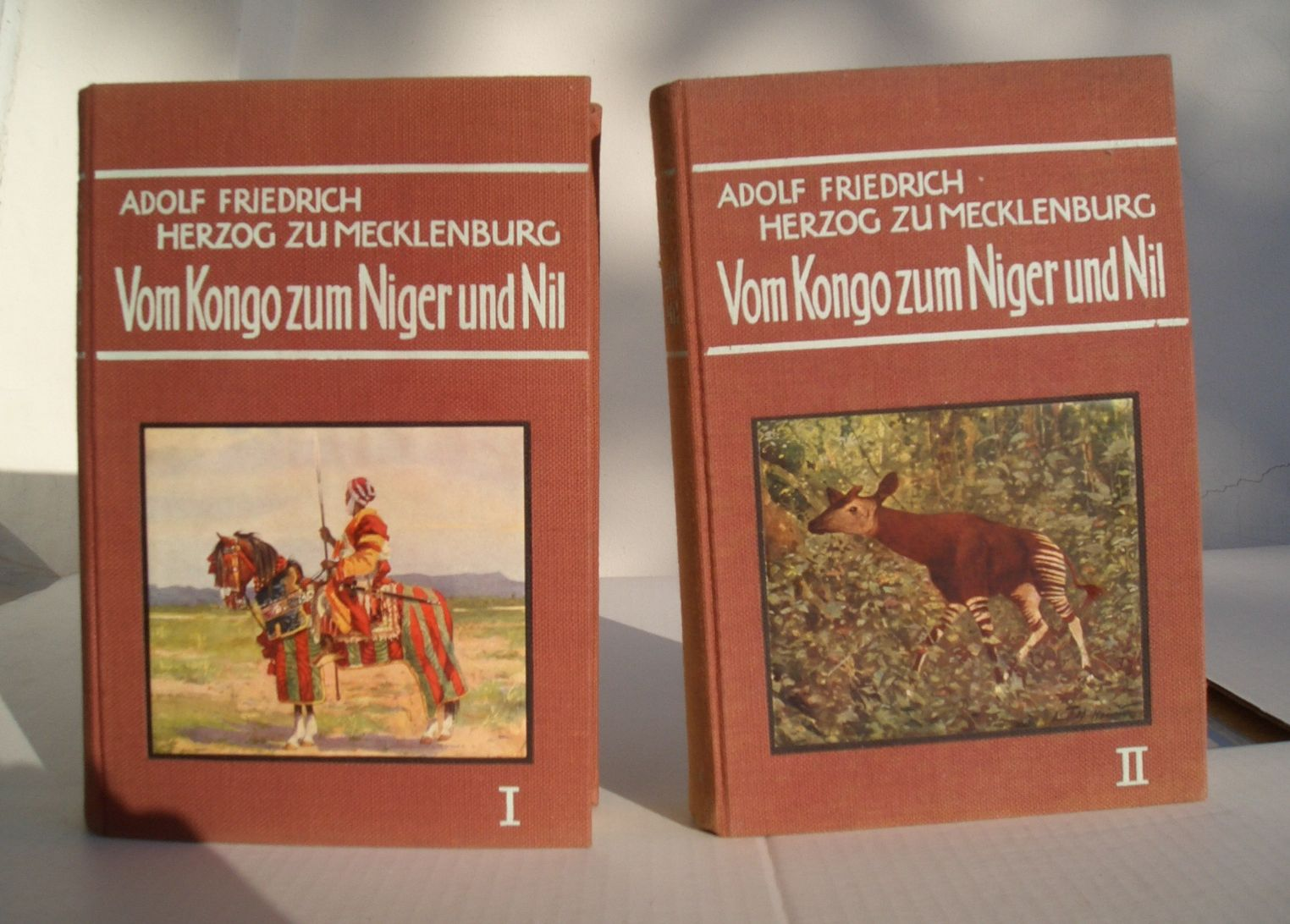
Перше видання книги «Від Конго до Нігера і Ніла» в двох томах з ілюстраціями Ернста Гаймса (1912).